# Balboa (kommun i Colombia, Risaralda, lat 4,92, long -75,95)
Balboa är en kommun i Colombia.   Den ligger i departementet Risaralda, i den centrala delen av landet, 210 km väster om huvudstaden Bogotá. Antalet invånare är 6 353. Arean är 121 kvadratkilometer.
Terrängen i Balboa är kuperad åt nordväst, men åt sydost är den platt.